# Marek Lasota
Marek Wojciech Lasota (ur. 14 maja 1960 w Olkuszu) – polski publicysta, polityk, historyk i samorządowiec, poseł na Sejm I kadencji, pracownik Instytutu Pamięci Narodowej w Krakowie, dyrektor Muzeum Armii Krajowej w Krakowie.

## Życiorys
W 1984 ukończył studia z zakresu filologii polskiej na Uniwersytecie Jagiellońskim. Studiował tam również filmoznawstwo. Kształcił się także w latach 1982–1984 na Wydziale Historii Kościoła Papieskiej Akademii Teologicznej w Krakowie. W 2008 uzyskał stopień doktora nauk humanistycznych w zakresie historii na podstawie pracy pt. Kardynał Karol Wojtyła w dokumentach aparatu bezpieczeństwa PRL.
Jest publicystą, autorem i redaktorem publikacji książkowych: Donos na Wojtyłę (otrzymał za nią nagrodę Stowarzyszenia Wydawców Katolickich „Feniks”) oraz Kościół zraniony. Proces księdza Lelity i sprawa kurii krakowskiej (wspólnie z Filipem Musiałem), poświęconych historii PRL oraz działaniom komunistycznych służb wobec Kościoła katolickiego. Tej samej tematyce poświęcone są jego publikacje prasowe, m.in. w „Tygodniku Powszechnym”, „Arcanach”, „Gościu Niedzielnym” i innych. Jest również współautorem, konsultantem i uczestnikiem programów telewizyjnych i radiowych poświęconych tej tematyce, a także prezenterem programów w TVP Historia. Wygłosił kilkadziesiąt wykładów i odczytów na temat biografii Jana Pawła II, kościoła w państwie komunistycznym oraz represji wobec środowisk twórczych i dziennikarskich w Krakowie.
W 1978 współpracował ze środowiskiem krakowskiego SKS, następnie współtworzył we wrześniu 1980 struktury Niezależnego Zrzeszenia Studentów na UJ, był członkiem zarządu uczelnianego tej organizacji. W okresie stanu wojennego wchodził w skład kierownictwa działającej w konspiracji Krakowskiej Komisji Wykonawczej NZS. W 1989 pracował w sekcji informacji zarządu Regionu Małopolska NSZZ „Solidarność”.
W 1991 został wybrany do Sejmu I kadencji z listy Porozumienia Obywatelskiego Centrum, z którego odszedł po kilkunastu miesiącach. Pełnił funkcję sekretarza Sejmu, pracował m.in. w Komisji Edukacji, Nauki i Postępu Technicznego. Był później członkiem Stronnictwa Konserwatywno-Ludowego. Bez powodzenia kandydował na posła w 1993 z ramienia KKW „Ojczyzna” i w 1997 z listy Akcji Wyborczej Solidarność. 
Od 1995 do 1996 pracował w strukturach podległych Ministerstwu Spraw Wewnętrznych, następnie w latach 1996–2000 był dyrektorem katolickiego liceum w Dąbrowie Górniczej. Od 2000 pozostaje zatrudniony w Biurze Edukacji Publicznej Oddziału IPN w Krakowie, kierując pracami edukacyjnymi, wydawniczymi i wystawienniczymi. W listopadzie 2007 zastąpił Ryszarda Terleckiego na stanowisku dyrektora krakowskiego oddziału Instytutu Pamięci Narodowej. Został też wykładowcą w Wyższej Szkole Filozoficzno-Pedagogicznej Ignatianum w Krakowie.
Od 2002 do 2010 sprawował mandat radnego sejmiku małopolskiego (z ramienia Platformy Obywatelskiej). Nie uzyskał reelekcji na kolejną kadencję, jednak ponownie objął mandat radnego w 2011, zastępując jednego z nowo wybranych parlamentarzystów.
W 2014 został zaprezentowany jako kandydat Prawa i Sprawiedliwości na prezydenta Krakowa. W drugiej turze głosowania przegrał z Jackiem Majchrowskim, uzyskał natomiast mandat radnego miejskiego w Krakowie, obejmując następnie funkcję wiceprzewodniczącego rady miejskiej. Zrezygnował z mandatu w trakcie kadencji w związku z objęciem w 2017 funkcji dyrektora Muzeum Armii Krajowej w Krakowie. Zarządzał tą placówką do 2023.
W 2017 został członkiem Rady Muzeum przy Państwowym Muzeum Auschwitz-Birkenau w Oświęcimiu. W kwietniu 2021 złożył rezygnację z członkostwa w tej radzie w geście sprzeciwu wobec włączenia do niej Beaty Szydło. Członek Inicjatywy Małopolskiej im. Króla Władysława Łokietka oraz Stowarzyszenia NZS 1980. Został członkiem kapituły Medalu „Niezłomnym w słowie”.

## Odznaczenia
W 2013 został odznaczony Krzyżem Wolności i Solidarności, a w 2017 Krzyżem Oficerskim Orderu Odrodzenia Polski.

## Wyniki wyborcze
| Wybory | Komitet wyborczy                 | Komitet wyborczy                                   | Organ                                         | Okręg         | Wynik           |
| ------ | -------------------------------- | -------------------------------------------------- | --------------------------------------------- | ------------- | --------------- |
| 1991   |                                  | Porozumienie Obywatelskie Centrum                  | Sejm I kadencji                               | nr 35         | 4459 (1,47%)    |
| 2002   |                                  | KKW Platforma Obywatelska – Prawo i Sprawiedliwość | Sejmik Województwa Małopolskiego II kadencji  | nr 1          | 6567 (5,12%)    |
| 2006   |                                  | Platforma Obywatelska RP                           | Sejmik Województwa Małopolskiego III kadencji | nr 1          | 13 666 (10,41%) |
| 2010   |                                  | Platforma Obywatelska RP                           | Sejmik Województwa Małopolskiego IV kadencji  | nr 1          | 6482 (4,57%)    |
| 2014   |                                  | Prawo i Sprawiedliwość                             | Prezydent Miasta Krakowa                      |               | 65 417 (26,95%) |
| 2014   | 80 477 (41,23%)                  | Prawo i Sprawiedliwość                             | Prezydent Miasta Krakowa                      |               |                 |
| 2014   | Rada Miasta Krakowa VII kadencji | Prawo i Sprawiedliwość                             | nr 4                                          | 7688 (17,63%) |                 |